# 이준이
이준이(1989년 ~)는 대한민국의 배우다. 2018년 영화 '허스토리'로 데뷔했다.

## 영화
- 허스토리 (2018) - 야마구치 겐지 변호사 역
- 노량: 죽음의 바다 (2023) - 왜역관 역
- 하얼빈 (2024) - 일본군1 역
- 실연당한 사람들을 위한 일곱 시 조찬모임 (2025) - 차실장 역
- 굿뉴스 (2025)

## 방송
- 사의찬미 (2018) - 토모다 쿄스케(友田恭助)(23/28세) 역
- 녹두꽃 (2019) - 나까무라 역
- 쉿!그놈을 부탁해 (2021) - 중식 역
- 미치지 않고서야 (2021) - 수소차 충전소 직원 역
- 왜 오수재인가 (2022) - 신입직원 역
- 남이 될 수 있을까 (2023) - 우동민 역
- 퀸메이커 (2023) - 조종실직원 역
- 경성크리처 (2023) - 일본군1 역
- 최악의 악 (2023) - 통역관 역
- 소방서 옆 경찰서 그리고 국과수 (2023) - 방재실직원 역
- 비밀은 없어 (2024) - 황기자 역
- 낮에 뜨는 달 (2024) - 호위무사 역
- 지옥에서 온 판사 (2024) - 검사 역
- 메이드 인 코리아 (2024) - 적군파2 하시모토 준야 역
- 당신의 맛 (2024) - 뮤리셰프2 히로시 역
- 현혹(드라마) (2025)
- 모범택시 3 (2025)
- 넉오프 (2025)